# Chasicostylus castroi
Chasicostylus castroi és una espècie de marsupial sud-americà extint que visqué durant el Miocè superior. Se n'han trobat restes fòssils a Sud-amèrica. Tenia una dieta carnívora.